# جيم ويتني
جيم ويتني (بالإنجليزية: Jim Whitney)‏ هو لاعب كرة قاعدة أمريكي، ولد في 10 نوفمبر 1857 في كونكلين في الولايات المتحدة، وتوفي في 21 مايو 1891 في بينغامتون في الولايات المتحدة.

## وصلات خارجية
- جيم ويتني على موقعبيزبول رفرنس.كوم (الدوري الرئيسي) (الإنجليزية)
- جيم ويتني على موقعبيزبول رفرنس.كوم (الدوري الثانوي) (الإنجليزية)